# Ludwig von der Pfordten
Ludwig Karl Heinrich von der Pfordten, född 11 september 1811 i Ried am Innkreis, död 18 augusti 1880 i München, var en bayersk friherre och statsman.
Pfordten blev 1836 professor i romersk rätt i Würzburg. Trots vetenskapligt anseende och uppskattning från studenterna väckte hans frisinne missnöje på högre ort och föranledde 1841 hans förflyttning till appellationsråd i Aschaffenburg. År 1843 kallades han till professor i Leipzig samt blev 1848 sachsisk utrikes- och ecklesiastikminister, men drog sig snart tillbaka till följd av bristande överensstämmelse med sina kollegor. I april 1849 utnämnde kung Maximilian II av Bayern honom till hov- och utrikesminister. I december samma år blev han ministerpresident.
Pfordtens politik var framförallt avgjort fientlig mot Preussens hegemoni i Tyska förbundet och därför vänskaplig mot Österrike. Han ville att de tyska småstaterna skulle mediatiseras och fördelas på de fem kungarikena, och han fick till stånd ett förbund mellan de fyra kungarikena Bayern, Württemberg, Sachsen och Hannover. Hans planer gick ut på att samla "mellanstaterna" under Bayerns ledning och låta Bayern i spetsen för dem "medla" mellan Preussen och Österrike (den så kallade "triasidén"). Efter dessa planers misslyckande 1850 anslöt han sig allt närmare Österrikes politik. Det kom emellertid till allt skarpare slitningar mellan honom och Bayerns andra kammare, och i mars 1859 entledigade kungen honom i syfte att "få fred med sitt folk". Pfordten var därefter ackrediterad som gesant vid förbundsdagen, men återfick 1864 ledarplatsen i ministären. Han avvisade 1865 Preussens erbjudande till Bayern om en allians (på grundval av förbundsstaternas neutralitet i ett preussisk-österrikiskt krig) och fick i stället till stånd förbundsdagens beslut (14 juni 1866) om mobilisering mot Preussen. I Bayerns separatfred med Preussen (i Nikolsburg 22 augusti 1866) lyckades han erhålla relativt goda villkor samt slöt allians med Österrike (14 juni 1866). Preussens segrar hade dock omintetgjort hans politik, och i december samma år drog han sig ifrån regeringen samt återupptog sin vetenskapliga författarverksamhet.